# Jlobine
Jlobine (en biélorusse : Жло́бін, en lacinka : Žlobin ; en russe : Жло́бин ; en polonais : Żłobin) est une ville de la voblast de Homiel, en Biélorussie, et le centre administratif du raïon de Jlobine. Sa population s'élevait à 76 068 habitants en 2017.

## Géographie
Jlobine est arrosée par le Dniepr et se trouve à 83 km au nord-ouest de Homiel.

## Histoire
Jlobine est connue depuis 1492. Jlobine comptait en 1897 une communauté juive de 1 760 personnes. En 1939, la communauté juive représente 19 % de la population totale. En 1941, après l'arrivée de l'armée allemande, les juifs de la ville sont enfermés dans deux ghettos situés rue Tovarnaïa et rue Pervomayaskaïa, dans lesquels ils souffrent de faim, de maladie et de la torture. Le 12 avril 1942, les deux ghettos sont « liquidés » et 1 200 juifs sont assassinés.
Jlobine a le statut de ville depuis le 3 juillet 1925. Elle a connu une rapide expansion dans les années 1980 en raison de la mise en service de l'Usine sidérurgique biélorusse (BMZ), un des plus importants établissements industriels de Biélorussie.

## Population
Recensements (*) ou estimations de la population :
| 1897* | 1923* | 1926*  | 1939*  | 1959*  | 1970*  | 1979*  |
| ----- | ----- | ------ | ------ | ------ | ------ | ------ |
| 3 228 | 9 701 | 10 718 | 19 301 | 19 216 | 25 359 | 35 422 |

| 1989*  | 1999*  | 2009*  | 2014   | 2015   | 2016   | 2017   |
| ------ | ------ | ------ | ------ | ------ | ------ | ------ |
| 56 695 | 71 200 | 75 866 | 75 373 | 75 700 | 75 956 | 76 068 |

## Économie
La principale entreprise de la ville est la société sidérurgique BMZ (en russe : Белорусский металлургический завод, Belorousski metallourguitcheski zavod), une des plus grandes entreprises de Biélorussie. L'usine BMZ, mise en service en 1984, emploie 12 380 salariés.

## Sports
Jlobine est le siège du club de football Torpedo Jodzina.

## Transports
L'autoroute  passe par Jlobine, la Gare de Jlobin-Passagers.

## Personnalité
- Vasiliy Rudenkov (1931-1982), champion olympique du lancer du marteau.

## Jumelage
La ville est jumelée à :
- Vyksa (Russie)
- Scalenghe (Italie)